# 久野浩平
久野 浩平（ひさの こうへい、1929年11月2日 - 2010年1月1日）は、日本のテレビドラマおよびラジオドラマの演出家、ディレクター。福岡県北九州市出身。

## 概要
九州大学卒業後、ラジオ九州（現：RKB毎日放送）に入社し、ラジオドラマのディレクターとして活躍。『魚と走る時』などを担当した。また、『中村一郎』で、劇作家として駆け出しだった寺山修司を見出した人物でもある。
その後、テレビドラマでも活躍し、特に「東芝日曜劇場」や「近鉄金曜劇場」など、TBS系列に全国放送されたRKB制作の単発ドラマを数多く演出。『死ぬほど逢いたい』、『ひとりっ子』（放送中止）、『山ほととぎす ほしいまま』、『海より深き』、『目撃者』といったテレビ創生期の名作を生み出した。これらの作品で、芸術祭賞などのテレビコンクールで多くの賞に輝いたことから「芸術祭男」の異名をとっていた。
その後RKBを退社して、1968年頃より日本教育テレビ（NET、現：テレビ朝日）に移籍。「ポーラ名作劇場」を中心に担当し、『続・氷点』、『冬の花・悠子』、『緑の夢を見ませんか?』など多くの作品を手掛けた。1974年、『幸福という名の不幸』で芸術選奨文部大臣賞受賞。
1979年頃にテレビ朝日を退社。この頃、制作プロダクションPDS設立に参加。以降、『午後の恋人』、『聖女房』、『序の舞』、『生きて行く私』、『小さな訪問者』などを手がける。
2010年1月1日午前4時43分、肺炎のため横浜市港北区の病院で死去。80歳没。1月4日に告別式・葬儀が営まれた。

## 主な作品

### RKB時代
- 東芝日曜劇場
  - ある休暇（1961年）
  - 死ぬほど逢いたい（1962年）※芸術祭奨励賞
  - ひとりっ子（1962年）※放送中止となり、各地で自主上映となった。未放送ながらラジオ・テレビ記者会賞受賞。詳細は日曜劇場#歴史を参照。
  - わたしはもう歌わない（1963年）
  - アディオス号の歌（1966年）
- 近鉄金曜劇場
  - 女は希っている（1963年）
  - 青銅の基督（1964年）
  - 山ほととぎす ほしいまま（1964年）
  - 目撃者（1964年）※芸術祭奨励賞受賞
- 海より深き 〜かさぶた式部考〜（1965年）※芸術祭大賞受賞

### NET・テレビ朝日時代
- ポーラ名作劇場
  - 皇女和の宮（1968年）※プロデューサー
  - 続・氷点（1971年 - 1972年）
  - 冬の花・悠子（1974年）※日本民間放送連盟賞最優秀賞受賞
  - 櫂（1975年）
  - 冬の虹（1976年）
  - 緑の夢を見ませんか?（1978年）
  - みずきの花匂うとき（1978年）

### 1979年以降
- 午後の恋人（1979年、フジテレビ）
- 聖女房（1979年、読売テレビ）
- ザ・ネットワーク『女が職場を去る日』（1979年、フジテレビ）
- ゴールデンドラマシリーズ『ささやかな設計』（1980年、フジテレビ）
- 木曜ゴールデンドラマ（読売テレビ）
  - 華岡青洲の妻（1980年）
  - あふれる愛に!（1983年）※ギャラクシー賞受賞、芸術祭優秀賞受賞
  - 黒白の河（1984年）
  - 夢と共に去りぬ（1991年、中京テレビ）※日本民間放送連盟賞最優秀賞受賞
- 月曜ワイド劇場（テレビ朝日）
  - ダイヤルの中の女（1982年）
  - 婚約 北の国から来た花嫁（1983年）
  - 女が会社に辞表を書くとき（1986年）
- 秋なのにバラ色（1981年、毎日放送）
- さりげなく憎いやつ（1982年、毎日放送）
- 悪女の招待状（1982年、テレビ朝日）
- 季節が変る日（1982年、日本テレビ）
- 擬装結婚（1983年、毎日放送）
- 序の舞（1984年、テレビ朝日）
- 生きて行く私（1984年、毎日放送）
- 小さな訪問者（1985年、東海テレビ）
- 土曜ワイド劇場（テレビ朝日）
  - 女弁護士 朝吹里矢子8 夫の愛人を二度殺した人妻（1985年）
- 好色一代男 世之介の愛して愛して物語（1986年、TBS）
- 松風の家（1988年、テレビ朝日）
- 家と女房と男の名誉（1988年、フジテレビ）
- 会いたくて（1989年、日本テレビ）
- 安川刑事シリーズ（1989年 - 1992年、フジテレビ）
- 木曜ドラマ
  - 避暑地の猫（1988年）
  - 凪の光景（1990年）
- 世にも奇妙な物語（フジテレビ） 
  - ゴミが捨てられない（1990年）
  - 歩く死体（1991年）
- 花と龍（1992年、TBS）
- リツ子・その愛、その死（1992年、テレビ東京）※ギャラクシー賞奨励賞受賞、日本民間放送連盟賞最優秀賞受賞、ATP賞グランプリ受賞
- 妻たちの劇場『天上の青』（1992年、フジテレビ）
- 鍵（1993年、テレビ東京）※ATP賞ベスト20番組選出
- 菊亭八百善の人びと（1994年、テレビ朝日）
- 本日休診（1994年、テレビ東京）
- BSサスペンス『遠い国からの殺人者』（1995年、NHK-BS2）
- 私はニュースキャスター 迷惑でしょうが（1995年、TBS）
- 若い人（1995年、テレビ東京）
- 放浪記（1997年、テレビ東京）※ATP賞優秀賞受賞
- 素晴らしき家族旅行（1998年、テレビ東京）
- 女と愛とミステリー『悪の仮面』（2001年、BSジャパン・テレビ東京）
- 木曜洋画劇場特別企画『開幕ベルは華やかに』（2002年、テレビ東京）